# Antodynerus scottianus
Antodynerus scottianus är en stekelart som först beskrevs av Giordani Soika.  Antodynerus scottianus ingår i släktet Antodynerus och familjen Eumenidae. Inga underarter finns listade i Catalogue of Life.